# Sant Esteve de Moja
Sant Esteve de Moja és una església del poble de Moja, al municipi d'Olèrdola (Alt Penedès), protegida com a bé cultural d'interès local.

## Descripció
La capella de Sant Esteve de Moja està situada dintre del nucli urbà de Moja, on es troba afegida a l'església parroquial de Sant Jaume de Moja, amb la qual comunica. La planta és d'una sola nau, acabada en absis semicircular. La coberta és de volta de canó. L'exterior presenta diversos elements remarcables: el campanar, elevat sobre el tram immediat a l'absis, té un sol pis de planta quadrada, coberta de pavelló i finestres geminades, l'absis, amb decoració d'arcs cecs i bandes llombardes i tres finestres esquexades d'arc de mig punt. El conjunt es cobreix amb teula àrab.

## Història
Originalment, aquesta capella era dedicada a Sant Cugat pel fet que en el moment de la construcció el lloc de Moja pertanyia al monestir de Sant Cugat del Vallès, per donació realitzada l'any 1010. Les notícies documentals de la capella daten del 1098. L'edifici experimentà una restauració poc abans de la guerra civil del 1936-39.